# The Great Kat
The Great Kat (née Katherine Thomas en 1966 à Swindon) est une guitariste née au Royaume-Uni et élevée à New York, majoritairement connue pour ses interprétations thrash metal de morceaux de musique classique européenne les plus connus. Elle joue la plupart du temps à la guitare électrique, mais elle se sert également parfois du violon. Thomas a en fait eu une formation classique de violon, ; diplômée de Juilliard School,, elle fait ses débuts dans la musique classique conventionnelle, avant de glisser vers le metal.
Le magazine Guitar One l'a décrite comme l'une des « plus grandes shreddeuses de tous les temps »,. Sa formation classique, sa virtuosité et le soin qu'elle porte à son image font qu'elle est parfois comparée à Yngwie Malmsteen. Elle a déclaré être la réincarnation de Beethoven.

## Discographie
- 1986 - Satan Says (démo)
- 1987 - Worship Me or Die!
- 1990 - Beethoven on Speed
- 1996 - Digital Beethoven on Cyberspeed (EP)
- 1997 - Guitar Goddess (EP)
- 1998 - Bloody Vivaldi (EP)
- 2000 - Rossini's Rape (EP)
- 2002 - Wagner's War (EP)
- 2005 - Extreme Guitar Shred (DVD)
- 2008 - Total Insanity
- 2019 - Brindisi Waltz- the drinking song